# Proton-K
Tên lửa đẩy Proton-K (ký hiệu của GRAU là 8K82K), là một tên lửa đẩy của Liên Xô, nay là Nga sử dụng. Nó là loại tên lửa đẩy thuộc dòng tên lửa đẩy Proton, do Trung tâm nghiên cứu và chế tạo Khrunichev phát triển và chế tạo.
Lần phóng chính thức đầu tiên của tên lửa vào ngày 10/3/1967 mang theo vệ tinh Soyuz 7K-L1 trong chương trình Zond. Trong cuộc chạy đua lên Mặt trăng, bằng tên lửa Proton Liên Xô đã thực hiện một vài chuyến bay không người lái với tàu Soyuz với mục tiêu đưa phi hành gia Liên Xô hạ cánh lên Mặt trăng.
Proton K ngừng hoạt động sau khi Liên Xô phát triển thành công tên lửa Proton-M, tổng cộng nó đã thực hiện được 310 lần phóng vào vũ trụ, lần phóng cuối cùng diễn ra vào ngày 30/3/2012.

## Mô tả
Về cơ bản Proton-K là một tên lửa ba tầng. Đã có 30 tên lửa được chế tạo và phóng lên vũ trụ với cấu hình này. Những tên lửa này đã đưa lên vũ trụ các trạm Salyut, tất cả các module cho trạm Mir trừ module ghép nối, (được đưa lên vũ trụ bằng tàu con thoi của Mỹ), và các module Zarya và Zvezda cho trạm International Space Station. Nó được dự kiến sẽ là tên lửa đẩy để phóng lên quỹ đạo tàu vũ trụ có người lái TKS do viện thiết kế OKB-52 của Chelomey thiết kế, và đã thực hiện thành công bốn lần bay thử nghiệm tàu vũ trụ TKS không người lái trước khi chương trình này bị hủy bỏ. Nó cũng được dự kiến sẽ là tên lửa đẩy đưa lên vũ trụ phi thuyền LKS nặng 20 tấn của Chelomey.

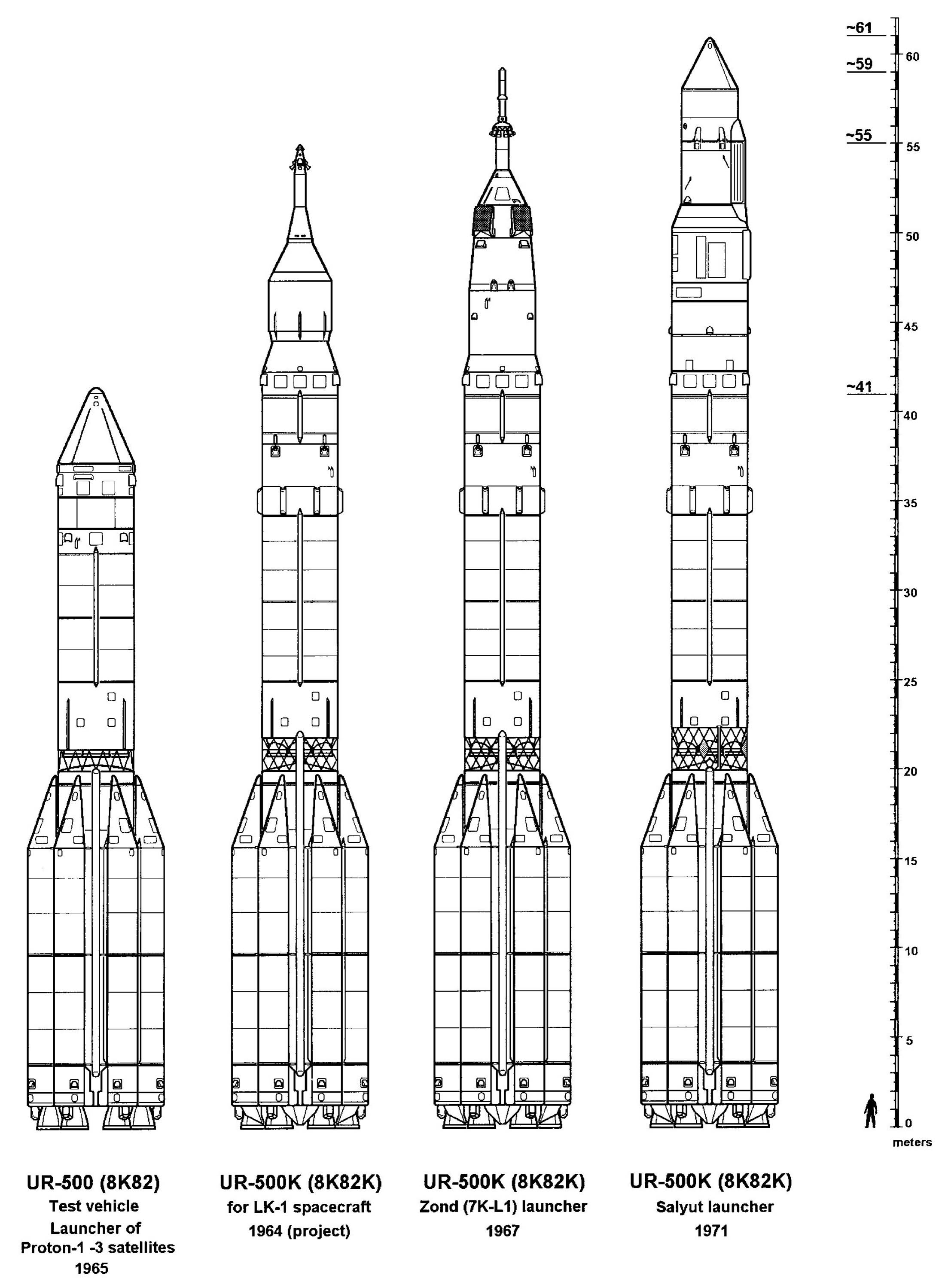
Cấu hình tên lửa Proton-K trong giai đoạn từ 1965 đến 1971

Giống như các tên lửa khác thuộc dòng tên lửa Universal Rocket, Proton-K sử dụng nhiên liệu Unsymmetrical dimethylhydrazine và nitrogen tetroxide. Chúng là nhiên liệu hypergolic sẽ bốc cháy ngay khi tiếp xúc với nhau, dẫn đến động cơ không cần bộ phận kích hoạt, và là nhiên liệu có thể lưu trữ ở nhiệt độ phòng, không cần các thiết bị làm lạnh đặc biệt. Do đó tên lửa có thể nạp đầy nhiên liệu và ở trong trạng thái sẵn sàng phóng trong một thời gian dài. Ngược lại, nhiên liệu siêu lạnh đòi hỏi bổ sung nhiên liệu định kỳ do chúng bị bốc hơi khi sôi. Tuy nhiên loại nhiên liệu sử dụng trên tên lửa Proton gây ăn mòn và rất độc hại do đó yêu cầu xử lý bởi các chuyên gia.
Các bộ phận của tên lửa Proton được chế tạo tại nhà máy khu vực ngoại ô Moskva trước khi được vận chuyển bằng tàu hỏa đến nơi lắp ráp gần bệ phóng tên lửa. Tầng 1 của tên lửa Proton-K bao gồm bể chứa chất ô xy hóa, và sáu bể chứa nhiên liệu. Tầng 1 và 2 được gắn với nhau bằng một cấu trúc như mạng tinh thể, điều này giúp cho có thể kích hoạt động cơ tầng đẩy thứ 2 trước cả khi tách tầng đẩy 1, và phần đỉnh của tầng 1 được cách nhiệt để bảo vệ khỏi lửa phụt từ động cơ tầng 2 cho đến khi nó được tách ra.
Tầng 1 sử dụng 6 động cơ RD-253 do Valentin Glushko thiết kế. RD-253 là động cơ một buồng đốt và sử dụng chu trình đốt cháy theo giai đoạn.
Tầng 3 trang bị một động cơ RD-0210 cùng với 4 động cơ vernier. Các động cơ venier sẽ giúp tên lửa thay đổi phương hướng khi bay, thay vì sử dụng khớp các đăng để thay đổi hướng phụt của động cơ chính. Chúng cũng hỗ trợ quá trình tách ra của tầng đẩy.
Phần lớn các lần phóng, tên lửa Proton K có trang bị tầng đẩy mang tải trọng, để hỗ trợ đưa các tải trọng lên quỹ đạo cao hơn. Trong đó, tầng đẩy Blok D được sử dụng trong 40 chuyến bay, chủ yếu là trong chương trình Luna và chương trình Zond. 10 chuyến bay sử dụng Blok D-1, phần lớn là để phóng tàu vũ trụ lên sao Kim. Blok D-2 được sử dụng 3 lần với các tàu vũ trụ Fobos 1, Fobos 2 và Mars 96. Tầng Blok DM sử dụng trong 66 chuyến bay. Tầng đẩy Blok DM-2 được sử dụng nhiều nhất, với việc sử dụng trong 109 chuyến bay, phần lớn là để phóng các vệ tinh GLONASS và Raduga. Mười lăm lần phóng sử dụng tầng Block DM-2M hiện đại hóa, chủ yếu để đưa lên quỹ đạo vệ tinh Ekspress, tuy nhiên các vệ tinh khác, bao gồm vệ tinh SESAT 1 của Eutelsat cũng được phóng lên vũ trụ với cấu hình này. Hai vệ tinh Araks phóng lên quỹ đạo bằng tầng Block DM-5. Tầng đẩy Block DM1, phiên bản thương mại của DM-2, được sử dụng để phóng lên quỹ đạo vệ tinh Inmarsat-3 F2. Block DM2 được sử dụng để phóng vệ tinh Iridium, bao gồm Iridium 33, vệ tinh Integral cho European Space Agency. Tầng đẩy Block DM3 sử dụng trong 25 lần phóng, chủ yếu là vệ tinh thương mại. Vệ tinh Telstar 5 được phóng bởi tầng đẩy Block DM4. Tầng đẩy Briz-M được sử dụng 4 lần, 3 lần cho chính phủ Nga, và một lần phóng vệ tinh thương mại.